# Spiruria
Spiruria — підклас паразитичних нематод класу Сецернентії (Secernentea). Підклас включає паразитів безхребетних та хребетних, у т.ч. людини. Вони характеризуються наявністю стравоходу циліндричної форми або у формі пляшки.